# Jacques-Bertrand Legrand
Jacques-Bertrand Legrand ou Le Grand, né en 1763 et mort en 1794, est un marin et explorateur français du XVIIIe siècle. 

## Biographie
Jacques-Bertrand Legrand entre dans la marine, à l'âge de 14 ans, en 1777, en tant que mousse. Timonier en 1781, il passe aide-pilote l'année suivante et premier pilote en 1787. 
Promu au grade d'enseigne en 1791, il embarque à bord de la frégate L'Espérance et quitte le port de Brest le 28 septembre 1791 en compagnie de l'expédition d'exploration scientifique et de secours, envoyée par l'Assemblée constituante et commandée par le contre-amiral Antoine Bruny d'Entrecasteaux, envoyée à la recherche de Jean-François de La Pérouse, dont on était sans nouvelles depuis trois ans. 
Au cours de cette expédition, il se distingue notamment en décembre 1792, alors que la tempête menaçait de projeter les navires contre des rochers le long de la côte sud de l'Australie-Occidentale en découvrant un havre naturel, qui sera nommé Baie de l’Espérance, par le commandant d'Entrecasteaux.
Après la mort de Jean-Michel Huon de Kermadec, commandant en second de l'expédition et capitaine de L'Espérance en mai 1793 et celles de d'Entrecasteaux en juillet 1793, il est promu au grade de lieutenant de vaisseau en septembre 1793.
Parvenu à la colonie hollandaise de Surabaya, il est interné avec une partie des membres de l'expédition à Semarang (Java), en raison de ses sympathies supposées avec les idées révolutionnaires. Libéré en 1794, il parvient à regagner l'île de France où il est promu au grade de capitaine de vaisseau de L'Immortalité. Il décède cette même année, à l'âge de 35 ans.

## Sources
- Olivier Chapuis, À la mer comme au ciel sur Google Livres, Presses Paris Sorbonne, 1999, p. 775